# Mësonjëtorja
Mësonjëtorja (en albanès, Aules) és una pel·lícula albanesa del 1979 dirigida per Muharrem Fejzo.

## Trama
L'acció de la pel·lícula probablement té lloc a finals del segle xix a Korçë. La Dafina, una jove mestra, arriba a la ciutat amb la intenció d'obrir una escola per a noies. S'oposen a aquests plans les autoritats otomanes locals que estan intentant aconseguir la deportació de Dafina. El clergat coopera amb les autoritats, reconeixent les activitats de Dafina com a antireligioses. La Dafina és ajudada pel seu oncle, Stefan Bardhi, el partisà Kajo i altres que l'ajuden a amagar-se.
La pel·lícula fa referència als fets que van tenir lloc l'any 1891, quan la família Qirjazi va intentar obrir la primera escola per a noies a Korçë.

## Repartiment
- Roza Anagnosti com a professora de Dafina
- Guljelm Radoja com Stefan Bardhi
- Valentina Çaçi com a Anthulla
- Petrika Riza com a funcionari otomà
- Ardian Cerga com Kajo
- Thimi Filipi com a Vani
- Marko Bitraku com a comandant de la gendarmeria
- Selma Sotiriadhi com Aferdita
- Robert Ndrenika com a Kosta
- Renato Rapi com a Andon
- Theodor Rupi
- Fabiola Karapici